# Eumedonia stauderi
Eumedonia stauderi är en fjärilsart som beskrevs av Bollow 1931. Eumedonia stauderi ingår i släktet Eumedonia och familjen juvelvingar. Inga underarter finns listade i Catalogue of Life.